# Giovanni Manzuoli
Giovanni Manzuoli (Firenze, 1720 circa – Firenze, 1782) è stato un cantante castrato italiano, uno tra i soprani castrati di maggior successo negli anni centrali del XVIII secolo, divenuto contralto a fine carriera.

## Biografia
Nacque a Firenze attorno al 1720, città nella quale si formò artisticamente e dove effettuò la castrazione.
Esordì nel 1731 a Firenze, in due drammi comici e nel 1735 si esibì a Verona, nei melodrammi Il Tamerlano e L'Adelaide di Antonio Vivaldi.
L'anno seguente cantò al Teatro dei Fiorentini di Napoli, nell'opera I due baroni di G. Selitti, dopo di che per qualche anno ricevette offerte per ruoli minori.
A Milano si esibì dal 1748 fino al 1769, mettendosi in evidenza soprattutto nell'opera seria di Giuseppe Ponzo Arianna e Teseo.
Tra il 1749 e nel 1755 la sua fama era già all'apice ed effettuò tournée in Spagna e in Portogallo, invece nel biennio 1764-1765 cantò in Inghilterra a Londra, nell'opera seria Adriano in Siria di Johann Christian Bach; durante la sua permanenza londinese incontrò il giovanissimo Wolfgang Amadeus Mozart e gli diede qualche lezione di canto.
Nel 1760 andò a Vienna, dove si esibì nelle opere di Johann Adolf Hasse, Christoph Willibald Gluck e Tommaso Traetta.
Per dare l'addio al palcoscenico, si esibì il 17 ottobre 1771 nella prima assoluta della festa teatrale Ascanio in Alba di Mozart.
Morì a Firenze nel 1782.
Manzuoli si distinse più per le sue doti vocali, che lo fecero considerare l'erede di Farinelli e di Caffarelli, che per quelle espressive;inoltre il suo stile risultò molto personale e virtuoso, dato che Mozart, il 7 gennaio 1770, affermò dalla città di Verona che P. Potenza, «canta un po' manzolish» (Mozart, Briefe, I, p. 301), oltre a comporre le arie dell'Ascanio caratterizzate da pienezza di elaborazioni e fioriture.
Vocalmente Manzuoli possedeva un registro sopranile che si estendeva per due ottave abbondanti e che in avanzata carriera si abbassò a quello contraltile.
Tra i suoi allievi si può menzionare Angelo Monanni, in arte Manzoletto.